# Miss Macao
Miss Macao (chinês tradicional: 澳門小姐, chinês simplificado: 澳门小姐, pinyin: Àomén xiǎojie, Wade–Giles: Ao-men Hsiao-chieh, Sidney Lau: O3 Moon4 Siu2 Je2) foi um hidroavião Catalina operado pela Macau Air Transport Company, uma subsidiária da Cathay Pacific, que a 16 de julho de 1948, foi vítima do primeiro sequestro de uma aeronave comercial, realizado por piratas que exigiram um resgate.
Wong Yu (chinês tradicional: 黃裕, chinês simplificado: 黄裕, pinyin: Huáng Yù, Sidney Lau: Wong4 Yue6), o único sobrevivente, confessou que pertencia a uma quadrilha de quatro piratas responsável pelo sequestro (rotulado simplesmente como "pirataria"), e que se deparou com uma resistência tenaz quando o piloto foi baleado, mas sobreviveu ao saltar na saída de emergência antes do avião cair na água. Os piratas tinham como objetivo roubar os passageiros para poder mantê-los como reféns e exigir o seu resgate. Wong Yu foi levado a tribunal pela Polícia Judiciária de Macau, mas o tribunal de Macau propôs que a acusação deveria ser levada a Hong Kong, visto que o avião foi registado em Hong Kong e que a maioria dos passageiros era de lá. No entanto, o governo colonial britânico em Hong Kong comunicou que o incidente ocorreu em território chinês do qual os britânicos não tinham jurisdição. Como nenhum Estado reivindicou autoridade para julgar Wong Yu, ele acabou sendo libertado sem julgamento de prisão em Macau a 11 de junho de 1951, e acabou sendo deportado para a República Popular da China.